# Jean-Luc Lagarce
Jean-Luc Lagarce (Héricourt, 14 februari 1957 - Parijs, 30 september 1995) was een Frans komiek, toneelschrijver, -regisseur en directeur van een toneelgezelschap.

## Biografie
Jean-Luc Lagarce werd in 1957 geboren in Héricourt en schreef zich in 1975 in bij de faculteit van filosofie te Besançon. Tijdens zijn studies richtte hij in 1978 het Théâtre de la Roulotte op die stukken speelden van Marivaux, Labiche en Ionesco maar ook eigen geschreven werk. Voor het eindwerk van zijn studies filosofie schreef hij het essay Théâtre et Pouvoir en Occident dat gepubliceerd werd. In 1990 kreeg hij de Prix Léonard-de-Vinci, waarna hij naar Berlijn trok en daar Juste la fin du monde schreef. Dit toneelstuk werd in 2016 verfilmd door Xavier Dolan met de gelijknamige titel.
Lagarce overleed op 38-jarige leeftijd aan aids.

## Oeuvre
Op minder dan twintig jaar tijd schreef Jean-Luc Lagarce 25 toneelstukken. Een aantal van hen werden herwerkt door het Théâtre Ouvert (Paris) en als hoorspel op de radio gebracht.
- Le Pays lointain (1995)
- J'étais dans ma maison et j'attendais que la pluie vienne (1994)
- Les règles du savoir-vivre dans la société moderne (1994)
- Nous, les héros (version sans le père) (1994)
- Nous, les héros (1993)
- Juste la fin du monde (1990)
- Histoire d'amour (derniers chapitres) (1990)
- Music-hall (1989)
- Les Prétendants (1989)
- Derniers remords avant l'oubli (1987)
- La Photographie (1986)
- De Saxe, roman (1985)
- L'Exercice de la raison (1985)
- Retour à la citadelle (1984)
- Les Orphelins (1984)
- Histoire d'amour (repérages) (1983)
- Hollywood (1983)
- Vagues souvenirs de l'année de la peste (1982)
- Noce (1982)
- Théâtre complet II (1982)
- Les Serviteurs (1981)
- Ici ou ailleurs (1981)
- Voyage de Madame Knipper vers la Prusse Orientale (1980)
- La Place de l'autre (1979)
- Carthage, encore (1978)
- Erreur de construction (1977)
- La Bonne de chez Ducatel (1977)